# جیسون کرو (سیاستمدار)
جیسون کرو (زاده ۱۵ مارس ۱۹۷۹) یک وکیل، کهنه‌کار و سیاستمدار آمریکایی است که از سال ۲۰۱۹ به‌عنوان نماینده ایالات متحده در حوزه انتخابیه ششم کلرادو  خدمت می‌کند. کرو اولین عضو حزب دموکرات است که نماینده منطقه است که بخش‌های شرقی و جنوبی منطقه شهری دنور از جمله آرورا، لیتلتون و سنتنیال را در بر می‌گیرد.
کرو در اولین دوره خود در کنگره، مدیر استیضاح اولین محاکمه استیضاح دونالد ترامپ رئیس‌جمهور آمریکا بود.